# Biju Janata Dal
 Biju Janata Dal  (in oriya: ବିଜୁ ଜନତା ଦଳ) è un partito politico indiano dello Stato di Orissa fondato nel 1997.
Di orientamento social-liberale, ha aderito fino al 1999 alla coalizione di centro-destra dell'Alleanza Democratica Nazionale per poi entrare nella coalizione eterogenea del Terzo Fronte.

## Risultati
- Parlamentari 1999: 1,2% e 10 seggi.
- Parlamentari 2004: 1,3% e 11 seggi.
- Parlamentari 2009: 1,6% e 14 seggi.
- Parlamentari 2014: 1,7% e 20 seggi.